# Ушанский сельсовет
Уша́нский сельсовет (ранее Мощеницкий сельсовет) — упразднённая административная единица на территории Березинского района Минской области Республики Беларусь.

## История
Ушанский сельсовет был образован 20 августа 1924 года как Мощеницкий сельсовет в пределах Березинского района Борисовского района БССР с административным центром — в селе Мощеница .
С 9 июня 1927 года в составе Минского района. После отмены районной системы 26 июля 1930 года в Березинском районе БССР. После введения областного деления 20 февраля 1938 года в Березинском районе Могилёвской области, с 20 сентября 1944 года — в Минской области. 
16 июля 1954 года центр сельсовета был перенесен в деревню Новая Уша, сельсовет переименован в Ушанский. С 25 декабря 1962 года сельсовет входил в состав Червенского района, с 6 января 1965 года — в состав восстановленного Березинского района. До 1972 года центр сельсовета — село Новая Уша — переименовывался в Ушу. 21 декабря 2007 года к сельсовету была присоединена часть упраздненного Ляжинского сельсовета (3 населенных пункта: деревни Боровино, Беличаны и Ляжино). 
По переписи 2009 года население сельсовета составляло 748 человек, из них 97,2% — белорусы, 1,7% — русские, 0,5% — украинцы.
28 мая 2013 года Ушанский сельсовет был упразднён, а его территория и населённые пункты включены в состав  в Березинского сельсовета.

## Состав
Ушанский сельсовет включал 22 населённых пункта:
- Белица — деревня.
- Беличаны — деревня.
- Березовка — деревня.
- Боровино — деревня.
- Грады — деревня.
- Демешковка — деревня.
- Замок — деревня.
- Кленовка — деревня.
- Колюжица — деревня.
- Котово — деревня.
- Крупа — деревня.
- Любач — деревня.
- Ляжино — деревня.
- Мурово — деревня.
- Новая Князевка — деревня.
- Новая Мощеница — деревня.
- Осово — деревня.
- Селянка — деревня.
- Снуя — деревня.
- Старая Князевка — деревня.
- Старая Мощеница — деревня.
- Уша — агрогородок.